# الدوري الهولندي الدرجة الأولى 1961–62
الدوري الهولندي الدرجة الأولى 1961–1962 هو الموسم السادس من الدوري الهولندي الدرجة الأولى منذ إنشائه في عام 1956. فاز بهذا الموسم هيراكليس ألميلو/فورتونا فلاردينغن. كانت هذه هي المرة الأخيرة التي تم فيها تقسيم Eerste Divisie إلى مجموعتين ، حيث سيكون هناك قسم واحد فقط في الموسم المقبل من ستة عشر فريقًا: كان يعني أن العديد من الفرق هبطت إلى دوري Tweede Divisie.

## الفرق
يشارك 20 نادي في الدوري: النادي الذي يحتل المرتبة الأولى في هذا الدوري يتأهل مباشرة إلى الدوري الهولندي الممتاز، تأهل في هذه الدوري هيراكليس ألميلو/Fortuna Vlaardingen.